# 堤一之
堤 一之（つつみ かずゆき、1976年10月24日 - ）は和歌山県出身の元ハンドボール選手。ポジションは両サイド。

## 来歴
父（堤 啓二）が監督を務める新宮高等学校でハンドボールを始め、中部大学を経てHC東京WINGSに入団。
高校時代はバックプレーヤーであったが、大学時代にサイドプレーヤーに転向。
167cmと非常に小柄で軽量級ではあるが、スピードと多彩なシュートテクニックを具え持ち、HC東京では須藤武志、田中将らとの併用で途中出場が多かったが、出番が来ればシュート＆シュートメイクを正確にできる選手であった。
チーム内の同期武藤崇之、木村祐介と仲が良かった。
HC東京廃部後（2006年）引退。2008年に女子バスケットボール選手の堀部涼子（ユニチカ－JAL）と結婚している。エバラヴィッキーズでプレーしていた堀部香織は義妹にあたる。